# Hopewell (Illinois)
Hopewell es una villa ubicada en el condado de Marshall en el estado estadounidense de Illinois. En el Censo de 2010 tenía una población de 410 habitantes y una densidad poblacional de 139,47 personas por km².

## Geografía
Hopewell se encuentra ubicada en las coordenadas 40°59′3″N 89°27′26″O / 40.98417, -89.45722. Según la Oficina del Censo de los Estados Unidos, Hopewell tiene una superficie total de 2.94 km², de la cual 2.94 km² corresponden a tierra firme y (0%) 0 km² es agua.

## Demografía
Según el censo de 2010, había 410 personas residiendo en Hopewell. La densidad de población era de 139,47 hab./km². De los 410 habitantes, Hopewell estaba compuesto por el 97.56% blancos, el 1.46% eran afroamericanos, el 0% eran amerindios, el 0.24% eran asiáticos, el 0% eran isleños del Pacífico, el 0% eran de otras razas y el 0.73% pertenecían a dos o más razas. Del total de la población el 1.95% eran hispanos o latinos de cualquier raza.